# Børge Raahauge Nielsen
Pour les articles homonymes, voir Nielsen.
Børge Daniel Raahauge Nielsen  est un rameur danois né le 26 mars 1920 à Køge et mort le 5 octobre 2010 à Odense. 

## Biographie
Børge Raahauge Nielsen a remporté la médaille de bronze en quatre en pointe avec barreur aux Jeux olympiques d'été de 1948 de Londres, avec Erik Larsen, Henry Larsen, Harry Knudsen et Ib Olsen.